# Rimo
Rimo（リィモ）は、はてなが運営していた動画閲覧サイト。YouTubeに投稿されている動画をテレビのようなスタイルで表示する点が特徴だった。動画はジャンルごとにチャンネルとして分けられ、画面左下にカーソルを合わせると出るリモコンの画像をクリックして切り替える。Wiiに対応しておりWiiを使用して動画を見ることもできた。
しかし専任の開発担当者がはてなを退職し不在となり、不具合修正や機能追加などが行われにくくなった上、YouTube自身や他社のサービスが似た機能を提供し始めたため、はてなは2008年8月30日をもってRimoのサービス提供を終了した。

## チャンネル
- 1チャンネル：音楽
- 2チャンネル：バラエティー・お笑い
- 3チャンネル：アニメ
- 4チャンネル：ペット・動物

## ユーザーチャンネル
上記のチャンネル以外にもユーザーがチャンネルを作ることができ、YouTubeの動画ページへのリンク（またはYouTubeのプレーヤー）を含んだページを元にチャンネルを作成することができた。
また、作ったチャンネルはウェブページなどに貼ることができた。